# Нога Алон
Нога Алон (17 лютого 1956 , Хайфа ) — ізраїльський математик, відомий своїм внеском у комбінаторику та теоретичну інформатику.

## Біографія
Народився і виріс у Хайфі в сім'ї Бена Дрор-Алона, племінника Ігаля Алона.
Його мати — письменниця та перекладачка Хемда Алон, онука Пуа Раковської.
Під час навчання у середній школі став переможцем олімпіади з математики Інституту Вейцмана та завоював перший приз з математики у змаганні, яке влаштовував Техніон.
Був призваний до армії в 1974 році і служив у ЦАХАЛ у танкових військах, потім закінчив офіцерські курси і служив як офіцер розвідки.
Під час своєї служби разом із товаришами по службі був нагороджений премією безпеки Ізраїлю.
Здобув ступінь бакалавра з математики в Техніоні, ступінь магістра з математики в Університеті Тель-Авіва і доктора філософії в Єврейському університеті в Єрусалимі, під орудою професора Міхі Перлеса.
1985 року здобув стипендію Алона.
Викладає у Тель-Авівському університеті на кафедрі комбінаторики та інформатики, а також працює у науково-дослідній лабораторії Microsoft в Ізраїлі.
Редактор багатьох міжнародних журналів. У тому числі головний редактор «Random Structures and Algorithms» (з 2008 року).
Одружений, батько трьох дочок.

## Внесок
Спеціалізується на дискретній математиці та інформатиці з акцентом на комбінаториці, теорії графів та додатках.
Опублікував одну книгу та понад 400 наукових статей.
Серед його досягнень оригінальні методи доказів теорії графів з використанням ймовірнісних методів.

## Нагороди та визнання
- премія безпеки Ізраїлю;
- 1989: премія Ердеша[en];
- 1991: премія Фехера;
- 1996: пленарна доповідь на Європейському математичному конгресі;
- 1997: член Ізраїльської академії наук;
- 2000: премія Пойї (SIAM)[en];
- 2001: меморіальна премія Майкла Бруно[9];
- 2005: національна премія лотереї для науки та досліджень Ландау;
- 2005: премія Геделя (спільно з Йоссі Матіас[en] і Маріо Сегеді[en]) за внесок у теорію алгоритмів[10];
- 2006: Ейлерівська лекція;
- 2008: премія Ізраїлю з математики[11][12];
- 2011: премія EMET[en];
- 2015: член Американського математичного товариства[13];
- 2015: лекція Лоясевича[en] (про «Знаковий ранг та його застосування в комбінаториці та складність») в Ягеллонському університеті в Кракові;
- 2016: премія Дейкстри;
- 2017: член Асоціації обчислювальної техніки[en][14];
- 2021: премія Стіла (спільно з Джоел Спенсер[en])[15];
- 2022: премія Шао[16]

Під час своєї кар'єри працював як запрошений професор у багатьох престижних установах: Массачусетський технологічний інститут, Інститут перспективних досліджень у Принстоні, IBM Research у Каліфорнії, Bell Labs та Microsoft Research.

## Доробок

### Книги
- 1992. The Probabilistic Method. (with Joel Spencer) Wiley.

2nd, 2004. ISBN 978-0-471-65398-1
3rd, 2008. ISBN 978-0-470-17020-5

### Статті
- 1996. The space complexity of approximating the frequency moments. (with Yossi Matias and Mario Szegedy) ACM STOC '96.

won their Gödel Prize in 2005.
- 1987. The monotone circuit complexity of Boolean functions. (with Ravi B Boppana). Combinatorica 1987, Volume 7, Issue 1
- 1986. Eigenvalues and expanders. Combinatorica 1986, Volume 6, Issue 2.